# Michael White (psychotherapeut)

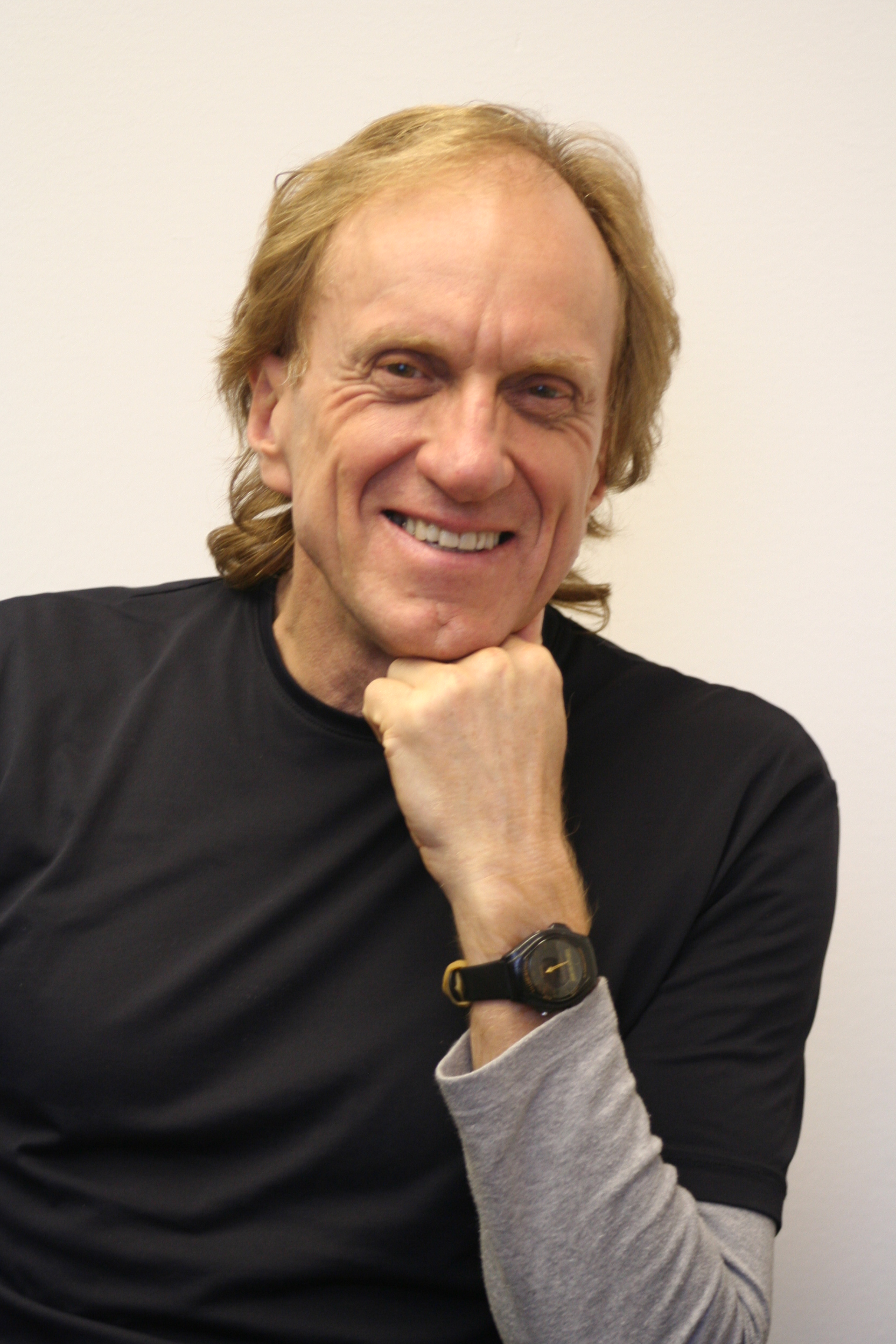
Michael White, 2006.

Michael Kingsley White (Adelaide, 29 december 1948 - San Diego, 4 april 2008) was een Australische maatschappelijk werker en psychotherapeut.
Hij geldt als een van de wegbereiders van de narratieve psychologie in de systeemtherapie, en met David Epston als grondlegger van de narratieve therapie.
White groeide op in zijn geboortestad Adelaide in Zuid-Australië, en begon in de jaren zeventig zijn loopbaan als maatschappelijk werker. In 1979 behaalde hij zijn Bachelor in maatschappelijk werk aan de Universiteit van Zuid-Australië in Adelaide. Hierna begon hij als psychiatrisch sociaal werker in het Adelaide Children's Hospital. In 1983 stichtte hij het Dulwich Centrum en begon een privépraktijk als familietherapeut.
Op 4 april 2008 op 59-jarige leeftijd kwam hij plotseling te overlijden als gevolg van een hartaanval.

## Publicaties
White schreef sinds enige boeken en vele artikelen. Een selectie
- 1990. Narrative Means to Therapeutic Ends. Met David Epston. New York: W.W. Norton. ISBN 0-393-70098-4
- 1992. Experience, Contradiction, Narrative and Imagination: Selected papers of David Epston & Michael White, 1989-1991. met David Epston. Dulwich Centre Publications.
- 1995. Re-Authoring Lives: Interviews and Essays. Dulwich Centre Publications. ISBN 0-646-22735-1
- 1997. Narratives of Therapists' Lives. Dulwich Centre Publications
- 2000. Reflections on Narrative Practice. Dulwich Centre Publications.
- 2004. Narrative Practice and Exotic Lives: Resurrecting diversity in everyday life. Dulwich Centre Publications. ISBN 0-9577929-9-9
- 2006. Narrative Therapy with Children and their Families. Met Alice Morgan. Dulwich Centre Publications
- 2007. Maps of Narrative Practice. New York: W.W. Norton